# Caroxylon subaphyllum
Caroxylon subaphyllum är en amarantväxtart som först beskrevs av Carl Anton von Meyer, och fick sitt nu gällande namn av Horace Bénédict Alfred Moquin-Tandon. Caroxylon subaphyllum ingår i släktet Caroxylon och familjen amarantväxter. Inga underarter finns listade i Catalogue of Life.